# Contea di Warren (Indiana)
La contea di Warren (in inglese Warren County) è una contea dello Stato dell'Indiana, negli Stati Uniti. La popolazione al censimento del 2000 era di 8 419 abitanti. Il capoluogo di contea è Williamsport.